# Xenia (genre)
Genre
Xenia est un genre de coraux mous photosynthétiques de la famille des Xeniidae.

## Histoire
Xenia est créé en 1816 par le naturaliste et botaniste français Jean-Baptiste Lamarck. L'océanographe égyptien Hamed Gohar a particulièrement travaillé sur les espèces de ce genre durant ses recherches, publiées en 1931.

## Liste des espèces
Le World Register of Marine Species liste les espèces suivantes :
- Xenia actuosa Verseveldt & Tursch, 1979
- Xenia amparoi Roxas, 1933
- Xenia antarctica Kükenthal, 1902
- Xenia bauiana May, 1899
- Xenia crassa Schenk, 1896
- Xenia crispitentaculata Verseveldt, 1977
- Xenia cylindrica Roxas, 1933
- Xenia danae Verrill, 1869
- Xenia dayi Tixier-Durivault, 1959
- Xenia delicata Roxas, 1933
- Xenia depressa Kükenthal, 1909
- Xenia distorta Tixier-Durivault, 1966
- Xenia elongata Dana, 1846
- Xenia fimbriata Utinomi, 1955
- Xenia fisheri Roxas, 1933
- Xenia flava Roxas, 1933
- Xenia florida (Lesson, 1826)
- Xenia fusca Schenk, 1896
- Xenia garciae Bourne, 1894
- Xenia grasshoffi Verseveldt, 1974
- Xenia hicksoni Ashworth, 1899
- Xenia humilis Verseveldt, 1977
- Xenia intermedia Roxas, 1933
- Xenia kukenthali Roxas, 1933
- Xenia kusimotoensis Utinomi, 1955
- Xenia lepida Verseveldt, 1971
- Xenia lillieae Roxas, 1933
- Xenia medusoides May, 1899
- Xenia membranacea Schenk, 1896
- Xenia mucosa Verseveldt & Tursch, 1979
- Xenia multipinnata (Tixier-Durivault, 1966)
- Xenia multispiculata Kükenthal, 1909
- Xenia nana Hickson, 1930
- Xenia novaebritanniae Ashworth, 1900
- Xenia novaecaledoniae Verseveldt, 1974
- Xenia plicata Schenk, 1896
- Xenia puertogalerae Roxas, 1933
- Xenia pulsitans Kent, 1893
- Xenia quinqueserta May, 1899
- Xenia rubens Schenk, 1896
- Xenia samoensis Kölliker
- Xenia sansibariana May, 1899
- Xenia schenki Roxas, 1933
- Xenia sexseriata Verseveldt, 1977
- Xenia spicata Li, 1982
- Xenia stellifera Verseveldt, 1977
- Xenia ternatana Schenk, 1896
- Xenia tripartita Roxas, 1933
- Xenia tumbatuana May, 1898
- Xenia umbellata Lamarck, 1816
- Xenia viridis Schenk, 1896
- Xenia viridus Schenk, 1896